# Éric Srecki
Éric Srecki est un épéiste français, aux origines polonaises. Né le 2 juillet 1964 à Béthune. Père de trois enfants, il est un des Français les plus titrés en escrime. Double champion olympique avec un titre par équipes en 1988 et un titre individuel en 1992, il possède également quatre titres mondiaux à son palmarès : deux titres consécutifs en individuelle et deux titres dans les tournois par équipe. Il remporte également à quatre reprises la coupe du monde d'épée.
Il a commencé à pratiquer l'escrime à l'âge de six ans au club de la Garde Républicaine à Paris avec Maître Jacques Millot.
Il a été Directeur Technique National à la Fédération française d'escrime. Il fait partie de la promotion 2010 des Gloires du sport français.

## Biographie

### Clubs
Il fait sa carrière au Levallois Sporting Club Escrime après avoir débuté au sein du club de la Garde républicaine de Paris. Avec F.Bouillot, H.Faget, F.Delpla, Jean-Michel Henry, il participe à la première victoire de son club de Levallois en coupe d'Europe des clubs champions lors de l'année 1991. L'un des gymnases du club porte son nom dans la ville de Levallois-Perret : le gymnase Éric Srecki.

### Carrière internationale
Lors des Championnats du monde d'escrime 1987 disputés à Lausanne, il remporte une médaille de bronze dans la compétition par équipes. Ses coéquipiers sont alors Philippe Boisse, champion olympique en individuel en 1984 et par équipes en 1980 et Philippe Riboud, Champion olympique par équipes en 1980, et Jean-Michel Henry.
Lors de la compétition individuelle des Jeux olympiques de Séoul, il s'incline face au Colombien Rivas puis de nouveau lors du barrage face à un Suisse, Michel Poffet. La France voit toutefois un Français monter sur le podium, Philippe Riboud remportant la médaille d'argent. Lors de la compétition par équipes, La France, composée de Olivier Lenglet, Frédéric Delpla, Philippe Riboud et Jean-Michel Henry, remporte ses deux premières rencontres. L'équipe française élimine la Hongrie en quart de finale sur le score de huit victoires à sept, dont deux victoires et une défaite pour Srecki. Lors du tour suivant, il remporte les quatre matchs qu'il dispute face aux Soviétiques qui s'inclinent neuf à cinq. Lors de la finale les opposant aux Allemands, les Français débutent par cinq victoires en autant de matchs et s'imposent finalement sur le score de huit à trois. Srecki remporte une victoire, perd une rencontre et fait un match nul.
La saison suivante, il remporte sa première Coupe du monde d'épée.
Henry remporte une nouvelle médaille lors des Championnats du monde d'escrime 1990 qui se disputent en France, à Lyon. La France s'incline en finale face à l'équipe d'Italie. Lors du mondial suivant, à Budapest, la France termine de nouveau à la seconde place, derrière l'URSS.
À Barcelone, lors du tournoi individuel, il s'incline devant l'Estonien Kaido Kaaberma et doit donc passer par les repêchages. Il élimine le représentant de l'Équipe unifiée de l’ex-URSS Andrey Shuvalov puis élimine le Hongrois Iván Kovács en quart de finale. En demi-finale, il retrouve l'Estonien et prend sa revanche en deux manches. Dans l'autre demi-finale, Pavel Kolobkov s'impose deux à un face à un autre Français, Jean-Michel Henry, qui termine ensuite la médaille de bronze. Srecki remporte la finale en deux manches et remporte son premier titre majeur dans une compétition individuelle. Sa saison individuelle n'est toutefois pas vierge de résultat : il remporte sa seconde coupe du monde.
Pour la troisième fois consécutive lors d'un championnat du monde, la France remporte la médaille d'argent lors des mondiaux 1993 à Essen. L'année suivante, l'équipe composée de Éric Srecki, Robert Leroux, Jean-Michel Henry et Hervé Faget remporte le titre mondial en disposant de l'Allemagne.
Srecki remporte son premier titre mondial en individuel lors Championnats du monde 1995 de la Haye. Cette victoire face à un autre Français, Robert Leroux, partenaire d'entraînement et qui partage avec Srecki la même chambre d'hôtel lors de ce mondial. Lors de la compétition par équipe, les deux Français, associés à Jean-Michel Henry et Hugues Obry remportent la médaille d'argent après une défaite face à l'Allemagne. Il complète sa saison par une troisième victoire en coupe du monde.
Lors des jeux d'Atlanta, il termine la compétition individuelle après une défaite 15 à 10 lors de son second match face au futur champion olympique, le Russe Aleksandr Beketov. Lors de la compétition par équipes, la France atteint les demi-finales après une victoire 45 à 38 face à l'Espagne. Lors de cette rencontre, Srecki inscrit 14 touches et en concède 17. Lors du tournoi suivant, les Russes s'imposent sur le score de 45 touches à 42 avec 10 touches marquées et 12 touches concédées par Srecki. La France parvient à remporter la médaille de bronze avec une victoire 45 à 42 sur l'Allemagne. Srecki inscrit 15 touches et en concède 12.
En 1997, il se présente en tant que champion du monde en titre lors du mondial disputé au Cap. Avec cinq tournois remporté auparavant dans la saison, il se présente comme l'un des grands favoris à sa succession. Lors de son huitième de finale, il connaît une petite frayeur lorsqu'il encaisse quatre touches consécutives - passage de 5 à 3 en faveur du Français à 7 à 5 - face au Russe Valery Zakharevich (en). Après s'être finalement imposé sur le score de 15 à 11, il rencontre Hugues Obry en quart de finale. Celui-ci s'incline sur le score de 15 à 8. Srecki remporte facilement sa demi-finale, 15 à 5 en seulement six minutes, face au Polonais Andrzejuk. Dans l'autre demi-finale, Robert Leroux pousse Pavel Kolobkov à la mort subite mais doit laisser le Russe atteindre la finale. Lors de celle-ci le Russe mène 13 à 12 avant de se voir rejoindre au score à quatre secondes du terme. Lors de la mort subite, Srecki touche à l'épaule pour remporter son second titre mondial. Il est le sixième épéiste de l'histoire à conserver son titre, après Les Français Philippe Cattiau en 1929 et 1930, Georges Buchard en 1931 et 1933, le Soviétique Alexei Nikantchikov en 1966 et 1967, le Suédois Rolf Edling en 1973 et 1974, et le Russe Pavel Kolobkov en 1993 et 1994. Comme en 1995, il cumule les titres de champion du monde et de vainqueur de la coupe du monde.
Après deux titres mondiaux en individuelle, il remporte un second titre mondial par équipe lors des championnats du monde 1999 de Séoul, compétition où les équipes de France remportent huit médailles dont cinq d'or.
Il dispute sa dernière saison en 2000. Il dispute ainsi ses quatrièmes Jeux olympiques à Sydney, compétition qu'il termine en quart de finale lors de l'épreuve individuelle, battu par le Coréen Lee Sang-Ki (en) sur le score de 15 à 14.

### Après carrière sportive
En 2009, il prend la succession de Michel Sicard au poste de Directeur Technique National à la Fédération française d'escrime. Adjoint de celui-ci depuis la prise de fonction de Sicard en 2005, il assure l'intérim, son prédécesseur ayant démissionné pour « divergences » d'opinions avec le président de la Fédération Frédéric Pietruszka. Dans le cadre de ses nouvelles responsabilités, il doit alors préparer l'équipe de France aux championnats du monde 2010 disputé au Grand Palais à Paris. La France remporte cinq médailles, soit dans les objectifs, fixés par le DTN, de « quatre à six médailles. Au classement, on s'intercale entre l'Italie et la Russie sur le podium. Surtout, par rapport à l'an passé, on est de nouveau parmi les trois premiers. Le bilan est satisfaisant. ». Toutefois, ce bilan est surtout dû à l'arme qu'il pratiquait, l'épée : quatre médailles dont deux d'or avec Maureen Nisima et l'épée par équipe homme. Gauthier Grumier et Jean-Michel Lucenay remportent respectivement l'argent et le bronze de l'épreuve individuelle.
La dernière médaille est obtenue par l'équipe féminine de sabre.

## Palmarès

### Individuel
- Champion olympique aux Jeux de Barcelone en 1992.
- Champion du monde en 1995 et 1997

### Par équipes
- Champion olympique par équipes aux Jeux de Séoul en 1988, 3e (médaille de bronze) aux Jeux d'Atlanta en 1996 et 2e (médaille d'argent) par équipes aux Jeux de Sydney en 2000
- Champion du monde par équipes en 1994 et 1999

### Autres titres
- Coupe du monde en 1989, 1992, 1995 et 1997
- Jeux méditerranéens en 1993
- Challenge Monal en 1989, 1991 et 1993 (2e en 1997)
- Challenge Charles Martel en 1989
- Champion de France en 1985, 1990, 1992 et 1994
- Champion de France par équipes en 1990, 1992, 1993, 1994, 1996 et 1999

- Vice-champion du monde en 1990, 1991, 1993, 1995 et 1998 (3e en 1987)
- Vice-champion d'Europe en 1998
- Vice-champion d'Europe par équipes en 1998 et 1999
- 3e du challenge André Verhalle en 1992

- Commandeur de l'Ordre national du Mérite en 2000[12]
- Chevalier de la Légion d'Honneur en 1996